# Imabetsu
Imabetsu (今別町, Imabetsu-machi) est un bourg situé dans le district de Higashitsugaru, préfecture d'Aomori, au Japon.

## Géographie

### Situation

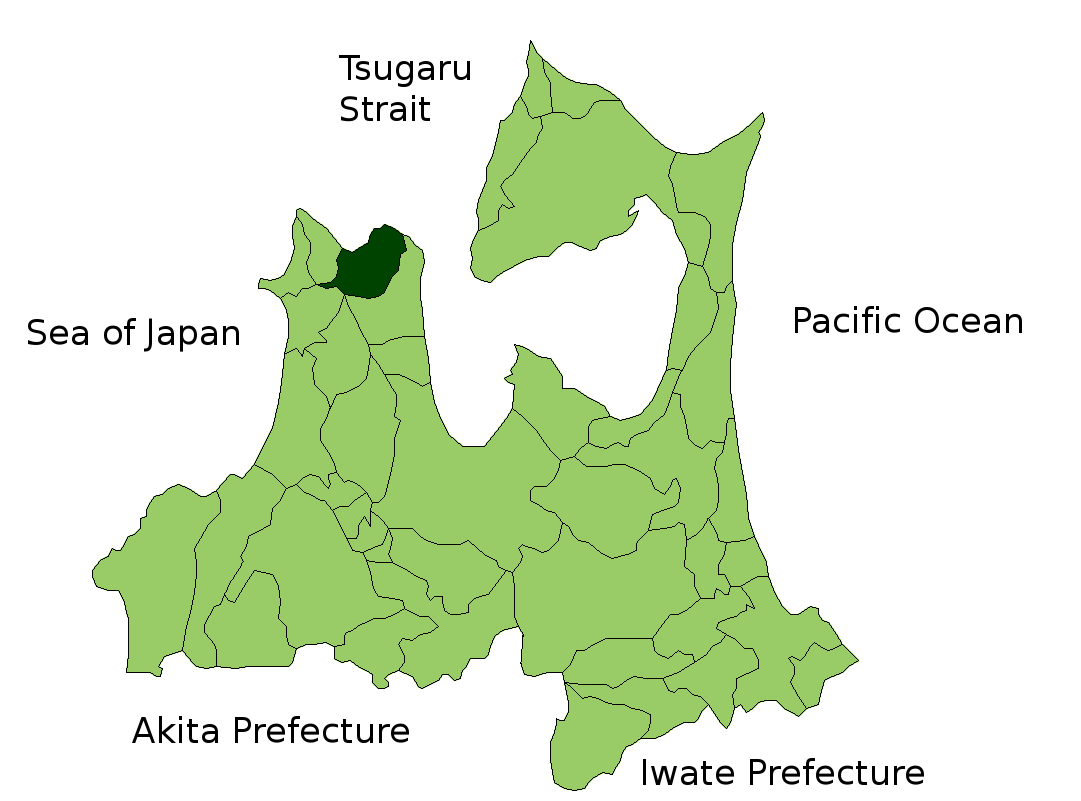
Carte de la préfecture d'Aomori avec le bourg d'Imabetsu mis en évidence.

Le bourg d'Imabetsu est situé dans la partie nord de la péninsule de Tsugaru et fait face au détroit de Tsugaru, sur l'île de Honshū, au Japon. Il a pour municipalités voisines le bourg de Sotogahama qui le borde presque intégralement et la ville de Goshogawara, au sud.

### Démographie
Imabetsu comptait 2 763 habitants lors du recensement du 30 novembre 2017.